# România la Jocurile Olimpice de vară din 1936
România la Jocurile Olimpice de vară din 1936, Berlin, Germania. România a participat la Jocurile Olimpice după ce a lipsit de la cele organizate în 1932. 54 de competitori, 52 bărbați și 2 femei, au luat parte la 33 de evenimente sportive în cadrul a 9 sporturi.

## Medaliați
| Medalie | Nume       | Sport     | Probă                    |
| ------- | ---------- | --------- | ------------------------ |
| Argint  | Henri Rang | Echitație | sărituri peste obstacole |

## Atletism
Probe pe șosea și pistă
| Atlet          | Probă      | Serie             | Serie             | Sferturi          | Sferturi          | Semifinală        | Semifinală        | Finală            | Finală            |
| Atlet          | Probă      | Rezultat          | Loc               | Rezultat          | Loc               | Rezultat          | Loc               | Rezultat          | Loc               |
| -------------- | ---------- | ----------------- | ----------------- | ----------------- | ----------------- | ----------------- | ----------------- | ----------------- | ----------------- |
| Eugen Kappler  | 400 m      | nu a luat startul | nu a luat startul | nu a luat startul | nu a luat startul | nu a luat startul | nu a luat startul | nu a luat startul | nu a luat startul |
| Francisc Nemeș | 400 m      | 50,9              | 4                 | nu a avansat      | nu a avansat      | nu a avansat      | nu a avansat      | nu a avansat      | nu a avansat      |
| Francisc Nemeș | 800 m      | nu a luat startul | nu a luat startul | nu a luat startul | nu a luat startul | nu a luat startul | nu a luat startul | nu a luat startul | nu a luat startul |
| Ludovic Gal    | maraton    | N/A               | N/A               | N/A               | N/A               | N/A               | N/A               | 2:55:02,0         | 23                |
| Vasile Firea   | 50 km marș | N/A               | N/A               | N/A               | N/A               | N/A               | N/A               | 5:09:39,0         | 20                |

Probe pe teren
| Atlet               | Probă   | Calificare | Calificare | Finală       | Finală       |
| Atlet               | Probă   | Distanță   | Loc        | Distanță     | Loc          |
| ------------------- | ------- | ---------- | ---------- | ------------ | ------------ |
| Bondoc Ionescu-Crum | lungime | necunoscut | necunoscut | nu a avansat | nu a avansat |
| Petre Havaleț       | disc    | necunoscut | necunoscut | nu a avansat | nu a avansat |

## Box
| Sportiv            | Probă           | Primul meci       | Optimi            | Sferturi de finală | Semifinale        | Finală            | Finală       |
| Sportiv            | Probă           | Adversar Rezultat | Adversar Rezultat | Adversar Rezultat  | Adversar Rezultat | Adversar Rezultat | Loc          |
| ------------------ | --------------- | ----------------- | ----------------- | ------------------ | ----------------- | ----------------- | ------------ |
| Dumitru Panaitescu | muscă masculin  | Nunag (PHI) P     | Nu a avansat      | Nu a avansat       | Nu a avansat      | Nu a avansat      | Nu a avansat |
| Marin Gașpar       | cocoș masculin  | Stasch (GER) P    | Nu a avansat      | Nu a avansat       | Nu a avansat      | Nu a avansat      | Nu a avansat |
| Nicolae Berechet   | pană masculin   | Seeberg (EST) P   | Nu a avansat      | Nu a avansat       | Nu a avansat      | Nu a avansat      | Nu a avansat |
| Constantin David   | ușoară masculin | Facchin (ITA) P   | Nu a avansat      | Nu a avansat       | Nu a avansat      | Nu a avansat      | Nu a avansat |

## Echitație
Întreceri
| Sportiv           | Cal     | Probă      | Dresaj  | Dresaj | Cros         | Cros         | Cros         | Sărituri     | Sărituri     | Sărituri     | Total        | Total        |
| Sportiv           | Cal     | Probă      | Puncte  | Loc    | Puncte       | Total        | Loc          | Puncte       | Total        | Loc          | Puncte       | Loc          |
| ----------------- | ------- | ---------- | ------- | ------ | ------------ | ------------ | ------------ | ------------ | ------------ | ------------ | ------------ | ------------ |
| Petre Chirculescu | Gasconi | individual | -104,50 | 3      | descalificat | descalificat | descalificat | descalificat | descalificat | descalificat | descalificat | descalificat |
| Constantin Zahei  | 5000    | individual | -132,40 | 18     | descalificat | descalificat | descalificat | descalificat | descalificat | descalificat | descalificat | descalificat |

Sărituri
| Sportiv            | Cal       | Probă      | Finală        | Finală        | Baraj      | Baraj  | Baraj |
| Sportiv            | Cal       | Probă      | Penalități    | Loc           | Penalități | Timp   | Loc   |
| ------------------ | --------- | ---------- | ------------- | ------------- | ---------- | ------ | ----- |
| Henri Rang         | Delfis    | individual | 4,00          | =1            | 4,00       | 1:12,8 | 2     |
| Henri Rang         | Delfis    | echipe     | 4,00          | NT            |            |        |       |
| Constantin Apostol | Dracustie | individual | 28,75         | 29            |            |        |       |
| Constantin Apostol | Dracustie | echipe     | 28,75         | NT            |            |        |       |
| Toma Tudoran       | Hunter    | individual | nu a terminat | nu a terminat |            |        |       |
| Toma Tudoran       | Hunter    | echipe     | nu a terminat | nu a terminat |            |        |       |

## Gimnastică
| Sportiv           | Probă             | Finală | Finală   | Finală   | Finală | Finală | Finală | Finală | Finală |
| Sportiv           | Probă             | Aparat | Aparat   | Aparat   | Aparat | Aparat | Aparat | Total  | Loc    |
| Sportiv           | Probă             | Sol    | Sărituri | Paralele | Bară   | Inele  | Cal    | Total  | Loc    |
| ----------------- | ----------------- | ------ | -------- | -------- | ------ | ------ | ------ | ------ | ------ |
| Francisc Drăghici | individual compus | 12,400 | 15,466   | 9,800    | 12,533 | 14,567 | 8,733  | 73,499 | 97     |
| Francisc Drăghici | echipe            | 12,400 | 15,466   | 9,800    | 12,533 | 14,567 | 8,733  | 73,499 | 14     |
| Francisc Drăghici | sol               | 12,400 | N/A      | N/A      | N/A    | N/A    | N/A    | 12,400 | 103    |
| Francisc Drăghici | sărituri          | N/A    | 15,466   | N/A      | N/A    | N/A    | N/A    | 15,466 | 69     |
| Francisc Drăghici | paralele          | N/A    | N/A      | 9,800    | N/A    | N/A    | N/A    | 9,800  | 102    |
| Francisc Drăghici | bară              | N/A    | N/A      | N/A      | 12,533 | N/A    | N/A    | 12,533 | 91     |
| Francisc Drăghici | inele             | N/A    | N/A      | N/A      | N/A    | 14,567 | N/A    | 14,567 | 78     |
| Francisc Drăghici | cal               | N/A    | N/A      | N/A      | N/A    | N/A    | 8,733  | 8,733  | 105    |
| Iosif Matusec     | individual compus | 10,467 | 9,000    | 10,000   | 9,166  | 11,567 | 9,500  | 59,700 | 102    |
| Iosif Matusec     | echipe            | 10,467 | 9,000    | 10,000   | 9,166  | 11,567 | 9,500  | 59,700 | 14     |
| Iosif Matusec     | sol               | 10,467 | N/A      | N/A      | N/A    | N/A    | N/A    | 10,467 | 107    |
| Iosif Matusec     | sărituri          | N/A    | 9,000    | N/A      | N/A    | N/A    | N/A    | 9,000  | 103    |
| Iosif Matusec     | paralele          | N/A    | N/A      | 10,000   | N/A    | N/A    | N/A    | 10,000 | 101    |
| Iosif Matusec     | bară              | N/A    | N/A      | N/A      | 9,166  | N/A    | N/A    | 9,166  | 100    |
| Iosif Matusec     | inele             | N/A    | N/A      | N/A      | N/A    | 11,567 | N/A    | 11,567 | 98     |
| Iosif Matusec     | cal               | N/A    | N/A      | N/A      | N/A    | N/A    | 9,500  | 9,500  | 101    |
| Remus Ludu        | individual compus | 10,633 | 8,533    | 7,767    | 8,533  | 11,367 | 11,966 | 58,799 | 103    |
| Remus Ludu        | echipe            | 10,633 | 8,533    | 7,767    | 8,533  | 11,367 | 11,966 | 58,799 | 14     |
| Remus Ludu        | sol               | 10,633 | N/A      | N/A      | N/A    | N/A    | N/A    | 10,633 | 106    |
| Remus Ludu        | sărituri          | N/A    | 8,533    | N/A      | N/A    | N/A    | N/A    | 8,533  | 104    |
| Remus Ludu        | paralele          | N/A    | N/A      | 7,767    | N/A    | N/A    | N/A    | 7,767  | 107    |
| Remus Ludu        | bară              | N/A    | N/A      | N/A      | 8,533  | N/A    | N/A    | 8,533  | 102    |
| Remus Ludu        | inele             | N/A    | N/A      | N/A      | N/A    | 11,367 | N/A    | 11,367 | 101    |
| Remus Ludu        | cal               | N/A    | N/A      | N/A      | N/A    | N/A    | 11,966 | 11,966 | 93     |
| Andrei Abraham    | individual compus | 12,500 | 6,400    | 11,667   | 7,400  | 10,700 | 10,033 | 58,700 | 104    |
| Andrei Abraham    | echipe            | 12,500 | 6,400    | 11,667   | 7,400  | 10,700 | 10,033 | 58,700 | 14     |
| Andrei Abraham    | sol               | 12,500 | N/A      | N/A      | N/A    | N/A    | N/A    | 12,500 | 102    |
| Andrei Abraham    | sărituri          | N/A    | 6,400    | N/A      | N/A    | N/A    | N/A    | 6,400  | 109    |
| Andrei Abraham    | paralele          | N/A    | N/A      | 11,667   | N/A    | N/A    | N/A    | 11,667 | 94     |
| Andrei Abraham    | bară              | N/A    | N/A      | N/A      | 7,400  | N/A    | N/A    | 7,400  | 107    |
| Andrei Abraham    | inele             | N/A    | N/A      | N/A      | N/A    | 10,700 | N/A    | 10,700 | 103    |
| Andrei Abraham    | cal               | N/A    | N/A      | N/A      | N/A    | N/A    | 10,033 | 10,033 | 98     |
| Alexandru Dan     | individual compus | 11,900 | 8,166    | 10,166   | 7,933  | 10,334 | 9,367  | 57,866 | 105    |
| Alexandru Dan     | echipe            | 11,900 | 8,166    | 10,166   | 7,933  | 10,334 | 9,367  | 57,866 | 14     |
| Alexandru Dan     | sol               | 11,900 | N/A      | N/A      | N/A    | N/A    | N/A    | 11,900 | 104    |
| Alexandru Dan     | sărituri          | N/A    | 8,166    | N/A      | N/A    | N/A    | N/A    | 8,166  | 106    |
| Alexandru Dan     | paralele          | N/A    | N/A      | 10,166   | N/A    | N/A    | N/A    | 10,166 | 100    |
| Alexandru Dan     | bară              | N/A    | N/A      | N/A      | 7,933  | N/A    | N/A    | 7,933  | 103    |
| Alexandru Dan     | inele             | N/A    | N/A      | N/A      | N/A    | 10,334 | N/A    | 10,334 | 106    |
| Alexandru Dan     | cal               | N/A    | N/A      | N/A      | N/A    | N/A    | 9,367  | 9,367  | 103    |
| Iohan Schmidt     | individual compus | 12,634 | 5,633    | 8,200    | 10,500 | 6,734  | 8,500  | 52,201 | 107    |
| Iohan Schmidt     | echipe            | 12,634 | 5,633    | 8,200    | 10,500 | 6,734  | 8,500  | 52,201 | 14     |
| Iohan Schmidt     | sol               | 12,634 | N/A      | N/A      | N/A    | N/A    | N/A    | 12,634 | 101    |
| Iohan Schmidt     | sărituri          | N/A    | 5,633    | N/A      | N/A    | N/A    | N/A    | 5,633  | 110    |
| Iohan Schmidt     | paralele          | N/A    | N/A      | 8,200    | N/A    | N/A    | N/A    | 8,200  | 106    |
| Iohan Schmidt     | bară              | N/A    | N/A      | N/A      | 10,500 | N/A    | N/A    | 10,500 | 96     |
| Iohan Schmidt     | inele             | N/A    | N/A      | N/A      | N/A    | 6,734  | N/A    | 6,734  | 108    |
| Iohan Schmidt     | cal               | N/A    | N/A      | N/A      | N/A    | N/A    | 8,500  | 8,500  | 106    |
| Ion Albert        | individual compus | 9,833  | 8,100    | 8,766    | 5,567  | 8,900  | 9,900  | 51,066 | 108    |
| Ion Albert        | echipe            | 9,833  | 8,100    | 8,766    | 5,567  | 8,900  | 9,900  | 51,066 | 14     |
| Ion Albert        | sol               | 9,833  | N/A      | N/A      | N/A    | N/A    | N/A    | 9,833  | 108    |
| Ion Albert        | sărituri          | N/A    | 8,100    | N/A      | N/A    | N/A    | N/A    | 8,100  | 107    |
| Ion Albert        | paralele          | N/A    | N/A      | 8,766    | N/A    | N/A    | N/A    | 8,766  | 105    |
| Ion Albert        | bară              | N/A    | N/A      | N/A      | 5,567  | N/A    | N/A    | 5,567  | NT     |
| Ion Albert        | inele             | N/A    | N/A      | N/A      | N/A    | 8,900  | N/A    | 8,900  | 107    |
| Ion Albert        | cal               | N/A    | N/A      | N/A      | N/A    | N/A    | 9,900  | 9,900  | 99     |
| Vasile Moldovan   | individual compus | 4,233  | 11,667   | 4,400    | 2,500  | 4,667  | 3,567  | 31,034 | 109    |
| Vasile Moldovan   | echipe            | 4,233  | 11,667   | 4,400    | 2,500  | 4,667  | 3,567  | 31,034 | 14     |
| Vasile Moldovan   | sol               | 4,233  | N/A      | N/A      | N/A    | N/A    | N/A    | 4,233  | NT     |
| Vasile Moldovan   | sărituri          | N/A    | 11,667   | N/A      | N/A    | N/A    | N/A    | 11,667 | 100    |
| Vasile Moldovan   | paralele          | N/A    | N/A      | 4,400    | N/A    | N/A    | N/A    | 4,400  | NT     |
| Vasile Moldovan   | bară              | N/A    | N/A      | N/A      | 2,500  | N/A    | N/A    | 2,500  | NT     |
| Vasile Moldovan   | inele             | N/A    | N/A      | N/A      | N/A    | 4,667  | N/A    | 4,667  | NT     |
| Vasile Moldovan   | cal               | N/A    | N/A      | N/A      | N/A    | N/A    | 3,567  | 3,567  | NT     |

## Handbal
Echipa națională de handbal masculin a României s-a clasat pe locul al cincilea din șase selecționate participante.
Echipa
| - Stefan Zoller - Karl Haffer - Fritz Haffer - Bruno Holzträger - Alfred Höchsmann - Robert Speck - Hans Georg Herzog - Fritz Halmen - Willi Kirschner - Willi Heidel - Günther Schorsten - Péter Fecsi - Hans Zikeli - Willi Zacharias - Hans Hermannstädter | - Drăgan Comănescu (r) - Fritz Kasemiresch (r) - Johann Sonntag (r) |

| Echipă  | Probă            | Faza grupelor    | Faza grupelor   | Faza grupelor | Meciul pentru locul 5  | Runda finală  | Runda finală  | Runda finală  |
| Echipă  | Probă            | Adversar Scor    | Adversar Scor   | Loc           | Adversar Scor          | Adversar Scor | Adversar Scor | Adversar Scor |
| ------- | ---------------- | ---------------- | --------------- | ------------- | ---------------------- | ------------- | ------------- | ------------- |
| România | Turneul masculin | Austria · P 3-18 | Elveția · P 6-8 | 3             | Statele Unite · C 10-3 | Nu a avansat  | Nu a avansat  | Nu a avansat  |

## Lupte
Masculin greco-roman
| Sportiv           | Probă    | Primul meci           | Al 2-lea meci              | Al 3-lea meci           | Al 4-lea meci           | Al 5-lea meci         | Al 6-lea meci     | Loc |
| Sportiv           | Probă    | Adversar Rezultat     | Adversar Rezultat          | Adversar Rezultat       | Adversar Rezultat       | Adversar Rezultat     | Adversar Rezultat | Loc |
| ----------------- | -------- | --------------------- | -------------------------- | ----------------------- | ----------------------- | --------------------- | ----------------- | --- |
| Iosif Töjär       | cocoș    | Bayle (FRA) C cădere  | Toth (YUG) C 3–0           | Bertoli (ITA) C cădere  | Brendel (GER) P cădere  | Perttunen (FIN) P 1–2 | Nu a avansat      | 5   |
| Ion Horvath       | pană     | Hering (GER) P cădere | Janda (TCH) C 3–0          | Kracher (TCH) C cădere  | Reini (FIN) P cădere    | Nu a avansat          | Nu a avansat      |     |
| Filip Borlovan    | ușoară   | Kálmán (HUN) C 2–1    | Arıkan (TUR) C 2–1         | Koskela (FIN) P cădere  | Nu a avansat            | Nu a avansat          | Nu a avansat      |     |
| Francisc Cocoș    | mijlocie | Gogel (SUI) C cădere  | Schweickert (GER) P cădere | Pointner (AUT) C cădere | Kokkinen (FIN) P cădere | Nu a avansat          | Nu a avansat      |     |
| Zoltan Kondorossy | grea     | Nyman (SWE) P cădere  | Palusalu (EST) P cădere    | Nu a avansat            | Nu a avansat            | Nu a avansat          | Nu a avansat      |     |

## Scrimă
Șase trăgători români (cinci bărbați și două femei) au participat la patru probe.
Floretă feminin
- Thea Kellner: eliminată în primul tur
- Gerda Gantz: eliminată în primul tur

Floretă masculin
- Gheorghe Man: nu a luat startul
- Gheorghe Antoniade: nu a luat startul

Spadă masculin
- Nicolae Marinescu: eliminat în al doilea tur
- Ioan Miclescu-Prăjescu: eliminat în al doilea tur
- Denis Dolecsko: eliminat în primul tur

Sabie masculin
- Denis Dolecsko: eliminat în al doilea tur
- Nicolae Marinescu: eliminat în al doilea tur
- Camil Szatmary: eliminat în primul tur

Sabie masculin pe echipe
- Nicolae Marinescu, Gheorghe Man, Denis Dolecsko, Camil Szatmary: eliminați în primul tur

## Tir
| Sportiv                 | Probă                             | Finală | Finală |
| Sportiv                 | Probă                             | Puncte | Loc    |
| ----------------------- | --------------------------------- | ------ | ------ |
| Vasile Crișan           | pistol liber 50 m                 | 446    | 42     |
| Mihai Ionescu-Călinești | pușcă de calibru mic 50 m, culcat | 293    | =15    |
| Gheorghe Mirea          | pușcă de calibru mic 50 m, culcat | 289    | =40    |
| Eduard Grand            | pușcă de calibru mic 50 m, culcat | 279    | 64     |

## Competiții artistice
- Iuliu Hațieganu – arhitectură

## Legături externe
- Echipa olimpică a României Arhivat în 5 noiembrie 2021, la Wayback Machine. la Comitetul Olimpic si Sportiv Român
- en  Romania at the 1936 Summer Olympics la Olympedia.org